# لئونید ماسین
لئونید فئودوروویچ میسین (روسی: Леони́д Фёдорович Мя́син؛ ۹ اوت ۱۸۹۶ – ۱۵ مارس ۱۹۷۹) که بیشتر با نام لئونید ماسین شناخته می‌شود، یک هنرمند و طراح رقص اهل امپراتوری روسیه بود. وی بین سال‌های ۱۹۱۵ تا ۱۹۴۸ میلادی فعالیت می‌کرد.
از فیلم‌ها یا برنامه‌های تلویزیونی که وی در آن نقش داشته‌است می‌توان به کفش‌های قرمز، چرخ‌وفلک ناپل، آیدا و ماه عسل اشاره کرد.